# Psychopsiella
Psychopsiella é um género botânico pertencente à família das orquídeas (Orchidaceae). Foi proposto por Lückel & Braem em Die Orchidee 33(1): 7, em 1982. A espécie tipo do gênero é a Psychopsiella limminghei (E.Morren ex Lindl.) Lückel & Braem, anteriormente descrita como Oncidium limminghei C.Morren ex Lindley. O nome deste gênero refere-se à sua semelhança com o gênero Psychopsis.

## Distribuição
Trata-se de gênero monotípico, cuja única espécie é uma pequena epífita, de crescimento cespitoso, que estranhamente existe em duas áreas bastante distintas, na Venezuela e no Rio de Janeiro.

## Descrição
A semelhança entre Psychopsis e Psychopsiella é bastante clara, ambos apresentam folhas de verde escuro maculadas de castanho, em ambos a inflorescência é longa com apenas uma flor por vez, duas ou mais em sequência, de formatos e cores parecidos, entretanto Psychopsiella é em tudo muito menor, e dentre outras diferenças, os pseudobulbos são pequenos e cordiformes, e não ovalados e grandes, e suas flores apresentam sépalas e pétalas curtas e largas, muito diferentes de Psychopsis onde são extremamente longas e estreitas, mas com as sépalas dorsais largas e franjadas, e o labelo de Psychopsiella é muito menor, em comparação com os segmentos restantes da flor do que em Psychopsis, onde é enorme.
Psychopsiella caracteriza-se ainda por apresentar rizoma reptante curto, com pequenos pseudobulbos unifoliados, agregados e colados ao substrato, de mesma maneira que algumas Rudolfiella e Sophronitis, porém, como já mencionamos, de formato cordado, lateralmente comprimidos, enrugados quando velhos. As folhas são coriáceas, elípticas, espessas porém flexíveis. A inflorescência nasce da base dos pseudobulbos, é longa, ereta ou arqueada, com brácteas espaçadas, florescendo sempre na extremidade, comporta apenas uma flor por vez, mas diversas em sequência.
As flores são bastante grandes em relação ao tamanho da planta, com sépalas e pétalas semelhantes, obovadas, de base atenuada, levemente côncavas, amareladas maculadas de castanho alaranjado, a sépala dorsal mais larga que as outras. O labelo é trilobado, os lobos laterais oblongo arredondados, e mediano com margens franjadas, contraído em um istmo onde termina o calo, este com três ou circo partes, sendo duas ou quatro asas ou aurículas laterais divididas por alta carena adunca. A coluna apresenta grandes asas bilobadas laceradas e antera terminal com duas polínias obovadas.

## Filogenia
Psychopsiella, junto com Psychopsis, formavam a seção Glanduligera de Oncidium. Em 1838 Rafinesque propôs o gênero Psychopsis para abrigar o Oncidium papilio descrito por John Lindley, mas esse gênero não foi inteiramente aceite e sua utilização permaneceu restrita por muitos anos. Em 1982, Lückel e Braem propuseram não só que se revalidasse o antigo gênero de Rafinesque como também a criação de um novo gênero para abrigar o pequeno Oncidium limminghei, Psychopsiella.
Segundo a tendência recente de se revisar toda a taxonomia das orquidáceas segundo critérios filogenéticos a comprovação dessas espécies como gênero à parte de Oncidium é confirmada, situando-se em um grupo que muito cedo derivou de Oncidium, formado pelos dois gêneros e ainda por Trichopilia. No entanto se propõe a subordinação de Psychopsiella a Psychopsis, o que parece desnecessário para muitos taxonomista.